# سوالات متداول

سوالات متداول یا سوالات پرتکرار مجموعه پرسش‌هایی می‌باشد که در ذهن بیشتر مخاطبین بوجود می‌آید.

سوالات متداول (به انگلیسی: frequently asked questions)، به اختصار FAQ، همچنین معادل مصوب فرهنگستان، پرسشگان، فهرستی از پرسش و پاسخ‌های رایج در زمینه‌ای خاص و در ارتباط با موضوعی مشخص است.

## ریشه
با وجودی که نام آن تازگی دارد، اما این قالب از نوشتار، کاملاً قدیمی است. برای مثال متیو هاپکینز کتاب The Discovery of Witches را در سال ۱۶۴۷ میلادی، در قالب یک پرسشگان نوشت. خودش آن را به عنوان پاسخ به برخی سوالات معرفی می‌کند.
بسیاری از تعالیم مذهبی قدیمی نیز به صورت پرسش و پاسخ بیان شده‌اند.
عبارت FAQ یک سنت نوشتاری اینترنتی است که نتیجهٔ کند بودن فهرست‌های ایمیل و نیاز فنی و سیاسی ناسا در اوایل دههٔ ۱۹۸۰ است. FAQ در سال‌های قبل از وب و در زمانی که فضای ذخیره‌سازی بسیار گران‌قیمت بود توسعه یافت که شروع آن ۱۹۸۲ میلادی است.
در فهرست ایمیل SPACE، فرض بر این بود که کاربران تازه، از طریق ftp، پیام‌های گذشته را مرور می‌کنند. اما در عمل این اتفاق هرگز نمی‌افتاد. به جای آن، روال فهرست‌های ایمیل این شده بود کاربران برای گرفتن پاسخ‌های ساده، به جای استفاده از منابع اصلی، به حدس زدن می‌پرداختند. تکرار پاسخ‌های درست، کار خسته کننده‌ای شده بود. مدیران سیستم‌هایی که تا حدی با این مشکل درگیر بودند، یک سری از پیام‌های متداول را جمع‌آوری کردند. عبارت FAQ (مخفف Frequently asked questions) برای نخستین بار در سال ۱۹۸۳ توسط Eugene Miya از ناسا، برای فهرست ایمیل SPACE در نظر گرفته شد.
این شیوه در سایر فهرست‌های ایمیل هم برگزیده شد. بعدها، ارسال پرسشگان‌ها در بسیاری از فهرست‌های ایمیل و گروه‌های خبری، از حالت ماهانه، به هفتگی و روزانه تغییر کرد. اولین پرسشگان‌های هفتگی در گروه‌های خبری یوزنت مورد استفاده قرار گرفتند. اولین پرسشگان روزانه را Eugene Miya تجربه کرد که در ابتدا با حملهٔ برخی از کاربران فهرست ایمیل به خاطر تکراری بودن مواجه شد.
در یوزنت مارک هورتون، ارسال یک سری از نوشته‌های متناوب را آغاز کرد که تلاش داشت در آنها عبارات تخصصی اولیه را مانند «foobar چیست؟»، تشریح کند. هدف از این ارسال‌های متناوب به گروه‌های خبری یوزنت، کاهش ارسال‌های تکراری در مورد سوالات پیش پا افتاده بود که اکثراً جواب‌های غلطی هم می‌گرفتند. در یوزنت پرسیدن سوال‌هایی که در قسمت پرسشگان مطرح شده‌اند یک رفتار ضعیف تلقی می‌گردد چراکه نشان می‌دهد ارسال‌کننده قبل از پرسیدن از دیگران، آنچه را که از او انتظار می‌رفته انجام دهد، انجام نداده‌است.

## تحولات مدرن
امروزه پرسشگان‌ها معمولاً به غیر از سوالات متداول، شامل سوالاتی که ممکن است در آینده پرسیده شوند نیز می‌شوند و گاهی در پرسشگان سوالاتی وجود دارد که ممکن است تا به حال پرسیده نشده باشند.
در برخی موارد اسنادی که به صورت پرسش و پاسخ نیستند هم به عنوان پرسشگان مطرح می‌شوند، مخصوصا پرسشگان بازی‌های ویدئویی. تعدادی از مخازن پرسشگان آنلاین بازی‌هایی ویدئویی در سال‌های اخیر با هم ترکیب شده‌اند و به چیزی تبدیل گشته‌اند که تناسبی با نام آنها ندارد، و معمولاً به شرح جزئیات بازی می‌پردازند و ضمن آن، توصیه‌ها، رمزها و یک راهنمای مسیر بازی را مطرح می‌کنند. به ندرت پرسشگان بازی‌ای را می‌یابیم که تنها شامل پرسش و پاسخ باشد، هر چند ممکن است چند پرسش و پاسخ در ابتدای آن یافت شود.
در طول زمان، تجمع پرسش‌های رایج در گروه‌های خبری یوزنت، منجر به ایجاد گروه‌های تازه‌ای با نام کلی "*.answers" شده، مانند comp.answers, misc.answers, sci.answers و…
پرسشگان به دنیای آفلاین هم کشیده شده‌است، حتی در جاهایی که به هیچ‌وجه به شبکه مرتبط نیستند. حتی بطری‌های روغن زنجیر دوچرخه‌ها هم با دفترچه‌ای به عنوان FAQ فروخته می‌شوند.
هزاران موضوع تحت عنوان پرسشگان در موضوعات مختلف وجود دارد. وبگاه‌های مختلف شروع به جمع‌آوری آنها و فراهم آوردن امکانات جستجو در آنها کرده‌اند. برای مثال Internet FAQ Consortium یکی از آنهاست.
این روزها در دنیای وب، پرسشگان‌ها معمولاً توسط سامانه‌های مدیریت محتوا (CMS) یا در پرونده‌های متنی ساده، ذخیره‌سازی می‌شوند. از ۱۹۹۸ تا به امروز نرم‌افزارهای پرسشگان بسیاری ظهور کرده‌اند که اکثر آنها به زبان پرل یا پی‌اچ‌پی نوشته شده‌اند.
به تازگی عبارت FAQQER هم رایج شده‌است و دو استفادهٔ متفاوت دارد. در ابتدا به شخصی گفته می‌شد که تعداد زیادی سؤال متداول را می‌پرسید، اما برای اطلاق به کسانی که به درجهٔ مشخصی از دانش رسیده‌اند که بتوانند به پرسش‌های رایج دیگران پاسخ دهند هم بکار می‌رود.